# Waves
 Der er for få eller ingen kildehenvisninger i denne artikel, hvilket er et problem. Du kan hjælpe ved at angive troværdige kilder til de påstande, som fremføres i artiklen.

Waves (tidligere Hundige StorCenter) er et indkøbscenter i Hundige ved Køge Bugt syd for København. Centret blev opført i 1974, overdækket i 1987 og moderniseret i 1999, 2009 og 2017. Ved renoveringen i 2009 blev en del af det gamle center nedrevet og erstattet af nybyggeri. I den forbindelse blev navnet ændret til det nuværende (Waves). Ved den seneste renovering blev hele førstesalen moderniseret, og der åbnede en ny (Nordisk Film Biografer) med seks sale og over 750 sæder.
Centret rummer et Bilka-varehus, fire andre dagligvarebutikker og over 120 specialbutikker, spisesteder og specialister.
Waves har 3.200 gratis parkeringspladser uden tidsbegrænsning og er nabo til Hundige Station (S-tog), ligesom Movias busser standser ved centret.
Waves og det tilhørende Bilka beskæftiger over 1.500 ansatte og er dermed Greve Kommunes største arbejdsplads. Butikkerne omsætter samlet for 2 milliarder kroner årligt. Centret ejes af ejendomsinvesteringsselskabet DADES A/S.

## Billeder
- Nordisk Film Biografer - Waves
- Bilka